# Udeterus elegans
Udeterus elegans là một loài bọ cánh cứng trong họ Cerambycidae.